# Lista över Förenade arabemiratens vicepresidenter och premiärministrar
Vicepresidenten och premiärministern är Förenade arabemiratens regeringschef. Den nuvarande premiärministern är Mohammed bin Rashid al-Maktoum.
Han blev premiärminister när hans äldre bror, Maktoum bin Rashid al-Maktoum dog när han besökte Gold Coast i Australien.

## Lista över vicepresidenter och premiärministrar iFörenade arabemiraten(1971-)
| Nr | Namn                                                           | Bild | Född - Död | Tillträdde      | Avgick                 |
| -- | -------------------------------------------------------------- | ---- | ---------- | --------------- | ---------------------- |
| 1  | Maktum ibn Rashid al Maktoum مكتوم بن راشد آل مكتوم (1st Term) |      | 1943-2006  | 9 december 1971 | 25 april 1979          |
| 2  | Rashid bin Said Al Maktoum راشد بن سعيد آل مكتوم               |      | 1912-1990  | 25 april 1979   | 7 oktober 1990 (avled) |
| 3  | Maktum ibn Rashid al Maktoum مكتوم بن راشد آل مكتوم (2nd Term) |      | 1943-2006  | 7 oktober 1990  | 4 januari 2006 (avled) |
| 4  | Mohammed bin Rashid Al Maktoum محمد بن راشد آل مكتوم           |      | 1949-      | 11 januari 2006 | Nuvarande              |